# Корбу (Валча)
Корбу (рум. Corbu) насеље је у Румунији у округу Валча у општини Брезој. Oпштина се налази на надморској висини од 308 m.

## Становништво
Према подацима из 2002. године у насељу је живело 50 становника, од којих су сви румунске националности.